# Rathaus (Oppenheim)

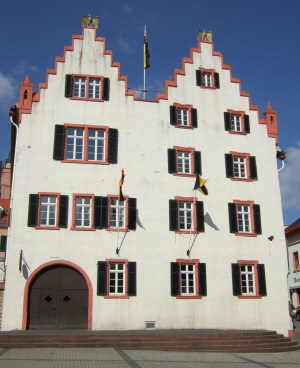
Rathaus von Oppenheim

Das Rathaus in Oppenheim, einer Stadt in Rheinhessen in Rheinland-Pfalz, stammt ursprünglich aus dem Jahr 1621. Der Renaissancebau besteht aus zwei Teilen, dessen Fassaden von charakteristischen Stufengiebeln gekrönt sind.

## Geschichte
An der heutigen Stelle des Oppenheimer Rathauses befand sich zuvor das alte Münzhaus, das nach 1436 aber nur noch als Wechselstube diente. 1621 errichtete man an dieser Stelle das Rathaus, nachdem ein älteres Rathausgebäude an anderer Stelle abgebrannt war. Jedoch wurde das Rathaus am 31. Mai 1689 (wie die gesamte Stadt und die Burg Landskron) im Pfälzischen Erbfolgekrieg von französischen Truppen unter Ezéchiel de Mélac zerstört.
Es dauerte zwanzig Jahre bis 1709 der östliche Gebäudeteil (im oberen Bild rechts) wieder aufgebaut wurde. Der westliche Teil des Rathauses wurde sogar erst 1879 wieder hinzugefügt, zu dieser Zeit wurde auch der östliche Gebäudeteil umgebaut. Das Rathaus steht heute unter Denkmalschutz und ist immer noch Sitz der Stadtverwaltung sowie des Bürgermeisters von Oppenheim.

## Architektur

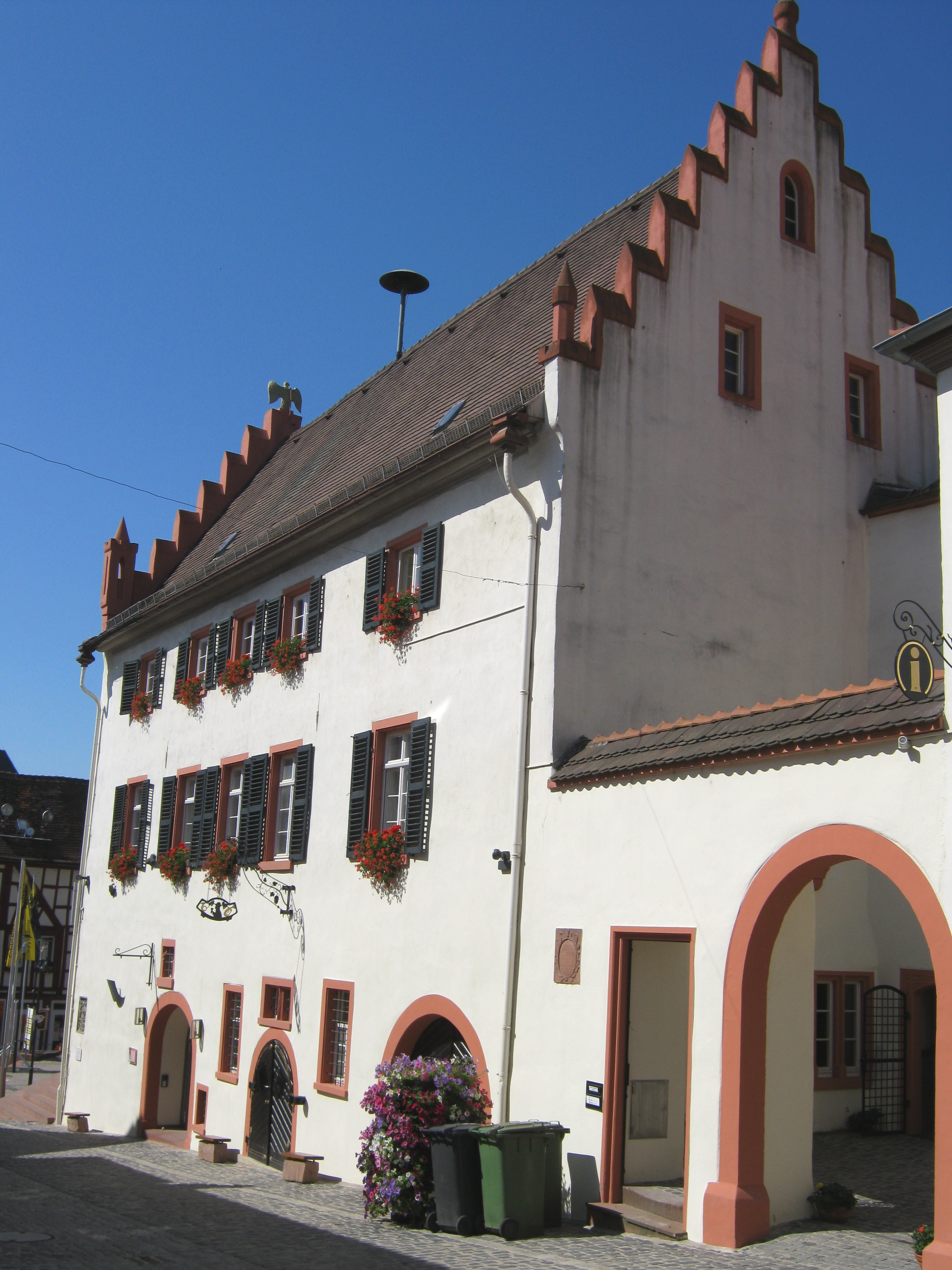
Seitenansicht des Rathauses

Das Rathaus von Oppenheim ist im Renaissancestil gehalten. Das Gebäude besteht aus zwei Teilen, die neben den Untergeschossen jeweils drei Obergeschosse haben. Die Fassaden werden jeweils von Stufengiebeln gekrönt, wobei die beiden Giebelspitzen jeweils einen Adler mit ausgebreiteten Flügeln tragen. Außerdem sind die Giebel an allen vier Gebäudeecken mit Türmchen verziert.
An der östlichen Seite des Rathauses ist eine sogenannte Oppenheimer Elle aus Stein in die Wand eingelassen, die eine Länge von 62 Zentimetern hat und früher auf Märkten als Maßeinheit diente. Das Gebäude wird oft mit dem Haus zum Römer in Frankfurt am Main verglichen, das allerdings drei Gebäudeteile hat.